# Messor sordidus
Messor sordidus är en myrart som först beskrevs av Auguste-Henri Forel 1892.  Messor sordidus ingår i släktet Messor och familjen myror. Inga underarter finns listade i Catalogue of Life.